# Nephodia orcipennata
Nephodia orcipennata là một loài bướm đêm trong họ Geometridae.